# 天馬ルミ子
天馬 ルミ子（てんま るみこ、1964年5月28日 - ）は、日本の元歌手。本名は小林るみこ（こばやし るみこ、旧姓：天間舘 - てんまだて）。神奈川県川崎市出身。品川高等学校（現在の品川女子学院高等部）卒業。身長167cm。B85cm、W59cm、H88cm（1984年1月）。血液型O型。妹が3人おり、そのうちの一人はモデルの天間舘典子。娘は天馬桜子。

## 来歴・人物
徳間音楽工業、CBS・ソニー、ユーズミュージックに所属した。
幼少期より日本舞踊、ピアノ、歌を習い、3歳の時に劇団ひまわりに所属。小学校4年生で平尾昌晃音楽学院へ入学、小学校6年生でデビューが決定する。
1977年、NHK総合テレビ「レッツゴーヤング」のサンデーズでデビュー。
1978年1月25日、ピンク・レディーの「妹分」として『教えてください、神様』で歌手デビュー。
デビュー後は「ぎんざNOW!」など多くのレギュラー番組に出演した。T&Cミュージックの倒産にともない、ミュージカル「春香伝」出演以外、一時学業に専念。
1983年、CBS・ソニーよりシングル『ヨコハマ・フラリ』（B面『裏窓』）を発売、活動を再開。もうひとつの夢であった喫茶店を経営するため調理師免許を取得。「ひょうきん予備校」などバラエティ番組にもレギュラー出演。
1992年、結婚。
2008年、デビューから30年を記念して自作曲『化粧前』を発表。
夫が経営する有限会社小林硝子店を手伝いながら「RUMIKO美人塾」を主宰。ボイストレーニングを中心に美しく生きるヒントをブログなどで紹介していた。
2017年11月2日、体調不良により休養することと、かわさきFMの番組も10月31日をもって終了したことをブログで報告。

## ディスコグラフィ

### シングル
| #                    | 発売日               | A/B面                | タイトル                   | 作詞                      | 作曲                 | 編曲                 | 規格品番             |
| ミノルフォンレコード | ミノルフォンレコード | ミノルフォンレコード | ミノルフォンレコード       | ミノルフォンレコード      | ミノルフォンレコード | ミノルフォンレコード | ミノルフォンレコード |
| -------------------- | -------------------- | -------------------- | -------------------------- | ------------------------- | -------------------- | -------------------- | -------------------- |
| 1                    | 1978年 1月25日       | A面                  | 教えてください、神様       | 杉山政美                  | 都倉俊一             | 都倉俊一             | KA-1083              |
| 1                    | 1978年 1月25日       | B面                  | 待ちぼうけ                 | 杉山政美                  | 都倉俊一             | 田辺信一             | KA-1083              |
| 2                    | 1978年 5月           | A面                  | ありがとう青春             | 杉山政美                  | 都倉俊一             | 田辺信一             | KA-1117              |
| 2                    | 1978年 5月           | B面                  | ノアの箱舟                 | 杉山政美                  | 都倉俊一             | 田辺信一             | KA-1117              |
| 3                    | 1978年 9月           | A面                  | その時わたしはTAXIを停めた | 伊藤アキラ                | 川口真               | 川口真               | KA-1129              |
| 3                    | 1978年 9月           | B面                  | ふた月前のあなたなら       | 伊藤アキラ                | 川口真               | 川口真               | KA-1129              |
| 4                    | 1979年 5月           | A面                  | ミスター・シャドウ         | 山川啓介                  | 川口真               | 萩田光雄             | KA-1159              |
| 4                    | 1979年 5月           | B面                  | アデュー                   | 山川啓介                  | 川口真               | 萩田光雄             | KA-1159              |
| CBS・ソニー          |                      |                      |                            |                           |                      |                      |                      |
| 5                    | 1983年 9月           | A面                  | ヨコハマ・フラリ           | おおばまさと ほしのくにお | 酒井俊雄             | 城賀勇               | 07SH-1401            |
| 5                    | 1983年 9月           | B面                  | 裏窓                       | 山口あかり                | 三木たかし           | 馬飼野俊一           | 07SH-1401            |
| 自主制作盤           |                      |                      |                            |                           |                      |                      |                      |
| 6                    | 2008年               | 01                   | 化粧前                     | 天馬良                    | RUMIKO               | 丸山雅仁             | -                    |
| 6                    | 2008年               | 02                   | もいちど薔薇を             | NO MOSS                   | 久保田衛             | 花岡優平             | -                    |

### アルバム
- ルミ子・知子・ユキ ミノルフォン3人娘シングル・コレクション（2010年8月4日、CDSOL-1370）
  - 中野知子と山川ユキの楽曲を含むミノルフォン時代の全シングルのAB面曲を収録。

## テレビ出演
- 1977年 - NHK「レッツゴーヤング」サンデーズ - レギュラー出演
- 1978年 - TBSテレビ「ぎんざNOW！」 - アシスタントレギュラー出演
- 1979年 - TBSテレビ「8時だョ!全員集合」
- 1979年 - 東京12Ch「ヤンヤン歌うスタジオ」
- 1979年 - TBSテレビ「ロッテ 歌のアルバム」
- 1979年 - 東京12Ch「ヤングタウン東京」
- 1986年 - フジテレビ「ひょうきん予備校」 - レギュラー出演
- 1988年 - フジテレビ「'88夏休みスペシャル 思い出のアイドルスター大集合in大磯」